# Вузькотіла златка смарагдова
Вузькотіла златка смарагдова, також ясенева смарагдова вузькотіла златка (ЯСВЗ) (Agrilus planipennis), відома в англомовних країнах під абревіатурою EAB (Emerald ashborer), — це смарагдового кольору златка — жук, що походить із північно-східної Азії та харчується камбієм деяких видів ясена (Fraxinus spp.) та споріднених видів. Самки відкладають яйця в тріщини кори ясенів, а личинки живляться під корою ясенів, щоб через один-два роки з'явитись нагору у вигляді імаґо. У своєму природному ареалі він зазвичай зустрічається популяціями з низькою щільністю і не завдає значної шкоди місцевим ясенам. За межами свого природного ареалу це інвазивний вид, дуже руйнівний для ясенів, поширених у Європі та Північній Америці. Перш ніж смарагдову вузькотілу златку було знайдено в Північній Америці, про неї було практично дуже мало відомо у її рідному ареалі; це проявилось у тому, що більша частина досліджень його біології зосереджена в Північній Америці. Місцеві органи влади в Північній Америці намагаються контролювати її шляхом моніторингу поширення, урізноманітненням видів дерев, використанням інсектицидів і біологічного контролю.

## Історія
Французький священник і натураліст Арман Давид зібрав екземпляр цього виду під час однієї зі своїх подорожей імперським Китаєм у 1860-1870-х роках. Він знайшов жука в Пекіні та відправив його до Франції, де в Revue d'Entomologie у 1888 році був опублікований перший короткий опис Agrilus planipennis, зроблений ентомологом Леоном Фермером. Не знаючи про опис Фермера, у 1930 році Ян Обенберґер опублікував окремий опис, у якому назвав вид Agrilus marcopoli.

## Ідентифікація
Дорослі жуки, як правило, мають яскраво-металевий колір. Розміром близько 8,5 мм завдовжки і 1.6 мм завширшки. Надкрила зазвичай більш темно-зелені, але можуть мати і мідні відтінки. Смарагдова вузькотіла златка — єдиний північноамериканський вид Agrilus з яскраво-червоним верхом черевця, якщо дивитися з розкритими крилами та надкрилами. Цей вид вузькотілих златок також має невеликий шип на кінчику черевця та зубчасті вусики, зубці починаються на четвертому сегменті вусика. Вони залишають сліди на пошкоджених деревах під корою, які стає видно після відшарування кори. Звичайні люди-неентомологи часто можуть помилково ідентифікувати дорослих жуків інших видів златок як нібито вузькотілу златку смарагдову.

## Життєвий цикл
Життєвий цикл вузькотілої златки смарагдової може тривати один-два роки залежно від пори року відкладання яйцекладок, здоров'я дерева та температури повітря.
Після 400–500 накопичених градусо-днів з температурою понад 10 °C  дорослі особини починають сходити з дерев наприкінці весни, а пік проростання припадає приблизно на 1000 градусо-днів. Вилупившись, дорослі особини протягом одного тижня харчуються листям ясена в кроні перед спаровуванням, в процесі спричиняючи невелику дефоліацію. Самці кружляють навколо дерев, знаходять самок за візуальними ознаками та падають прямо на самку для спаровування. Парування може тривати 50 хвилин, і самки можуть спаровуватися з кількома самцями протягом свого життя. Типова самка може жити близько шести тижнів і відкладати приблизно 40–70 яєць, але самки, які живуть довше, можуть відкладати до 200 яєць.

Яйця відкладаються у щілини кори, лусочки або тріщини. З них вилуплюються личинки приблизно через два тижні. Яйця приблизно від 0.6 to 1.0 мм у діаметрі, і спочатку білі, але пізніше стають червонувато-коричневими, якщо вони плідні. Після вилуплення личинки прогризають кору до шарів внутрішньої флоеми, камбію та зовнішньої ксилеми, у яких вони харчуються та розвиваютьсяб спричинюючи суттєві пошкодження дерев. Вузькотіла златка смарагдова має чотири личинкові стадії. Живлячись, личинки створюють довгі змієподібні ходи. Цілком зрілі личинки четвертої стадії від 26 до 32 мм завдовжки. Восени личинки четвертої стадії вигризають порожнини приблизно 1.25 см у заболоні або зовнішній корі, де вони складаються у J-подібну форму. Ці J-подібні личинки скорочуються до передлялечок і наступної весни розвиваються в лялечок і дорослих особин. Щоб вийти з дерева, дорослі особини прогризають характерні D-подібні вихідні отвори зі своїх камер через кору. Незрілі личинки можуть зимувати у своєму личинковому ходу, але їм може знадобитися додаткове літнє годування перед тим, як знову перезимувати та наступної весни з'явитися дорослими. Цей дворічний життєвий цикл більш поширений у прохолодному кліматі, наприклад у європейській частині Росії.

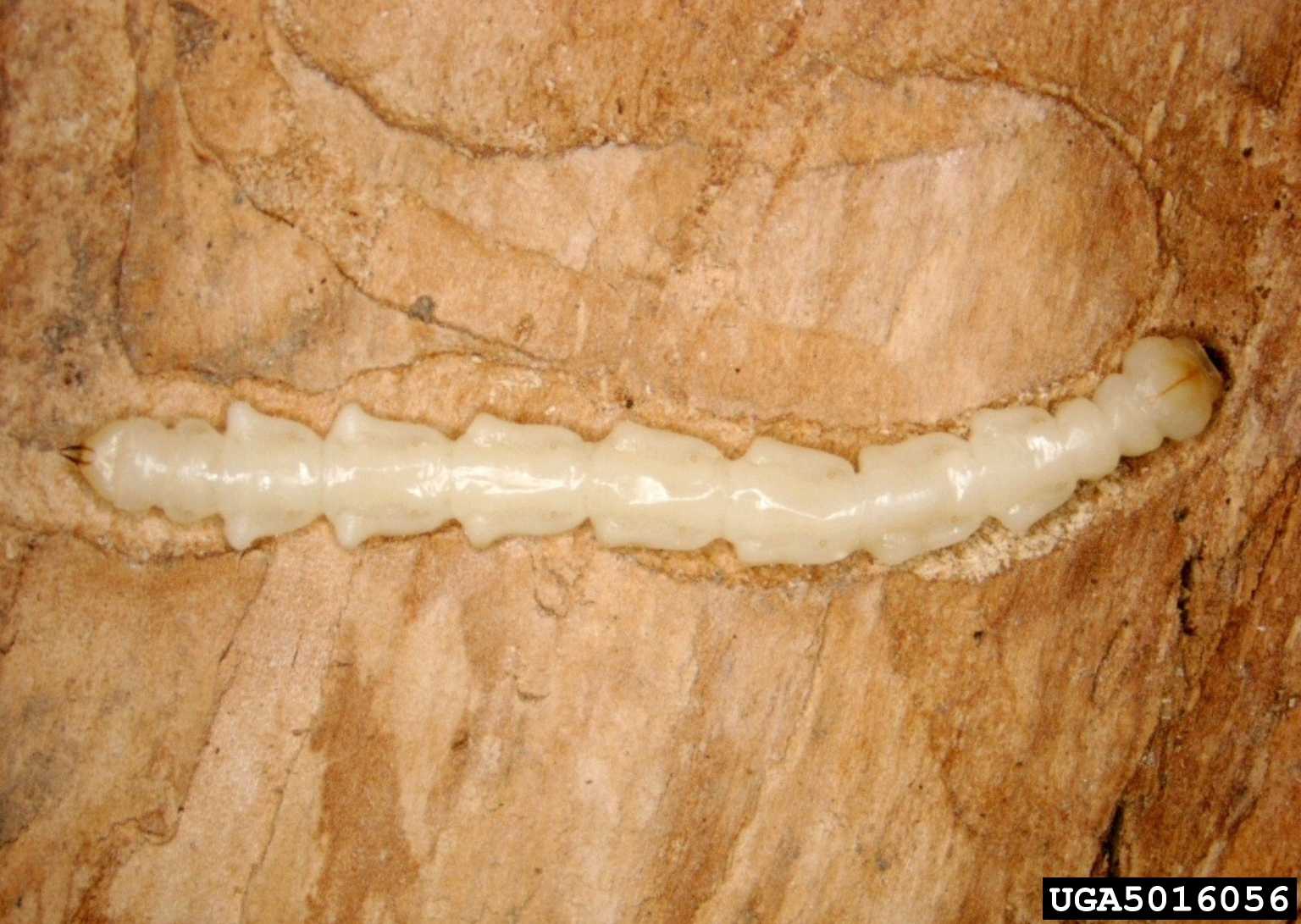
Личинка
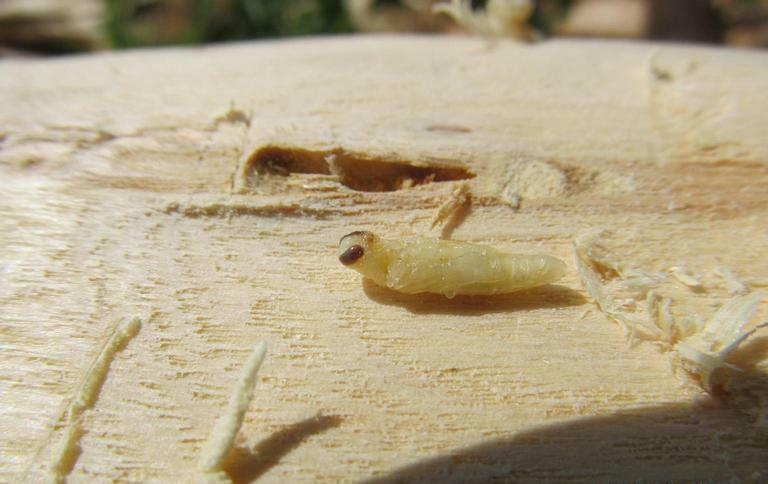
Лялечка вилучена з камери лялечки.
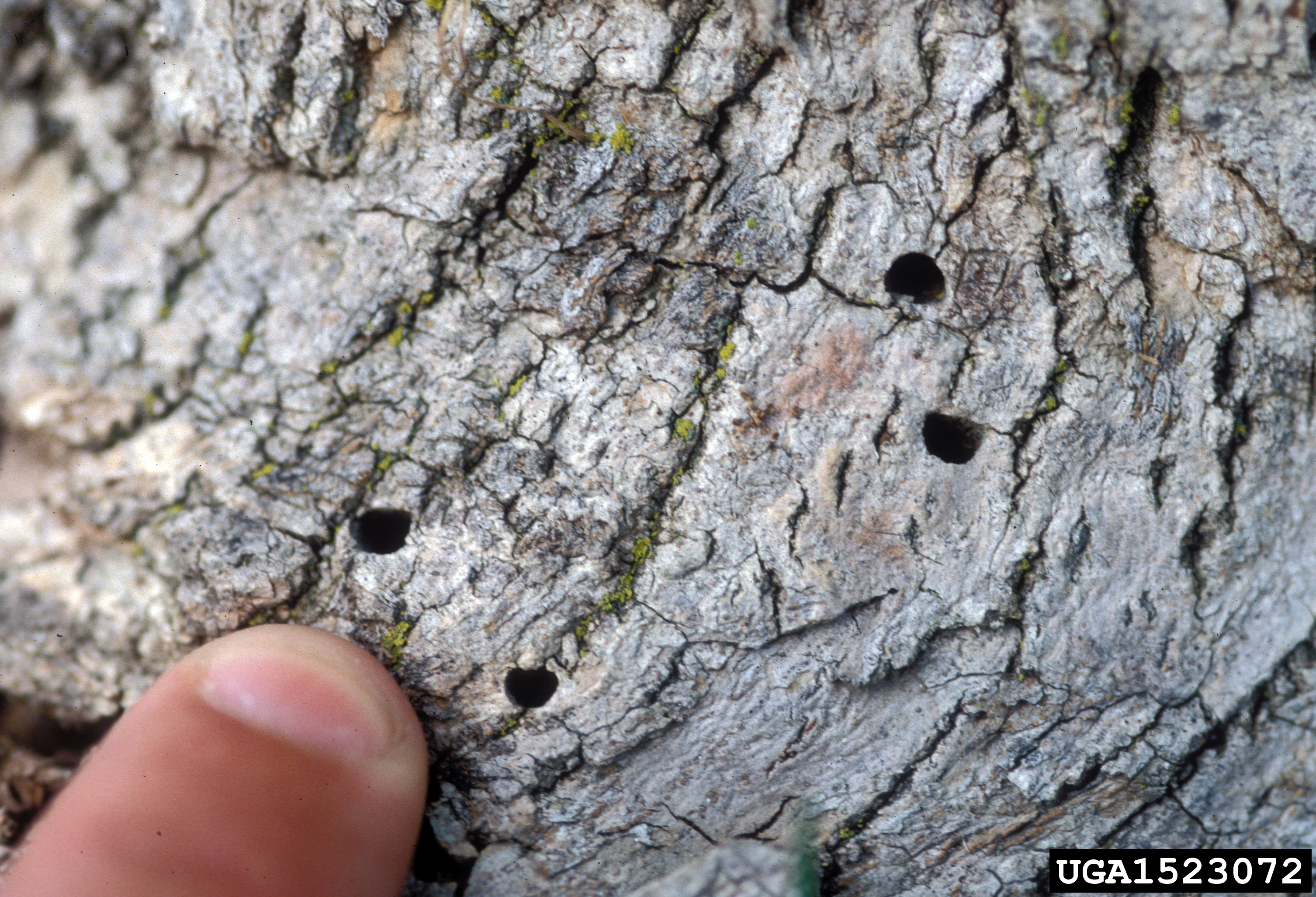
Дорослі особини виходять з дерева через D-подібні отвори.
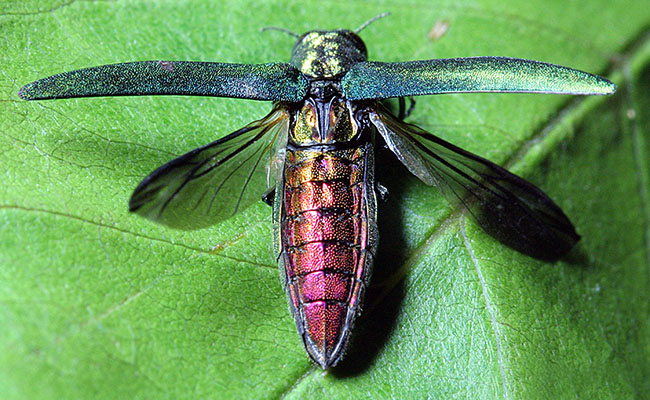
Вид із спини дорослої особини з надкрилами та розкритими крилами.
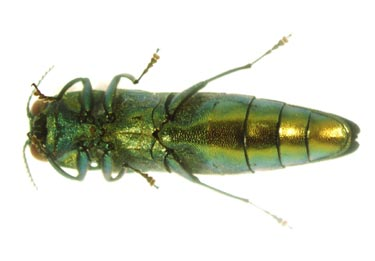
Нижня сторона дорослої златки.

## Діапазон поширення

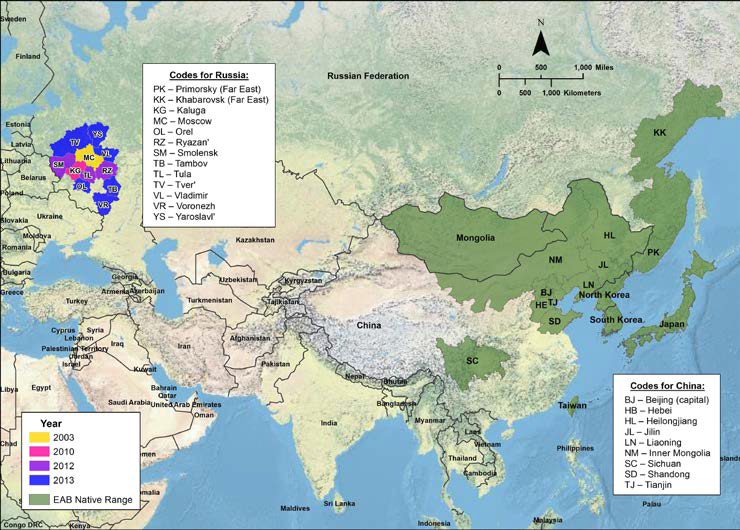
Природний ареал смарагдової вузькотілої златки у Східній Азії та інтродукований ареал у європейській Росії станом на 2013 рік

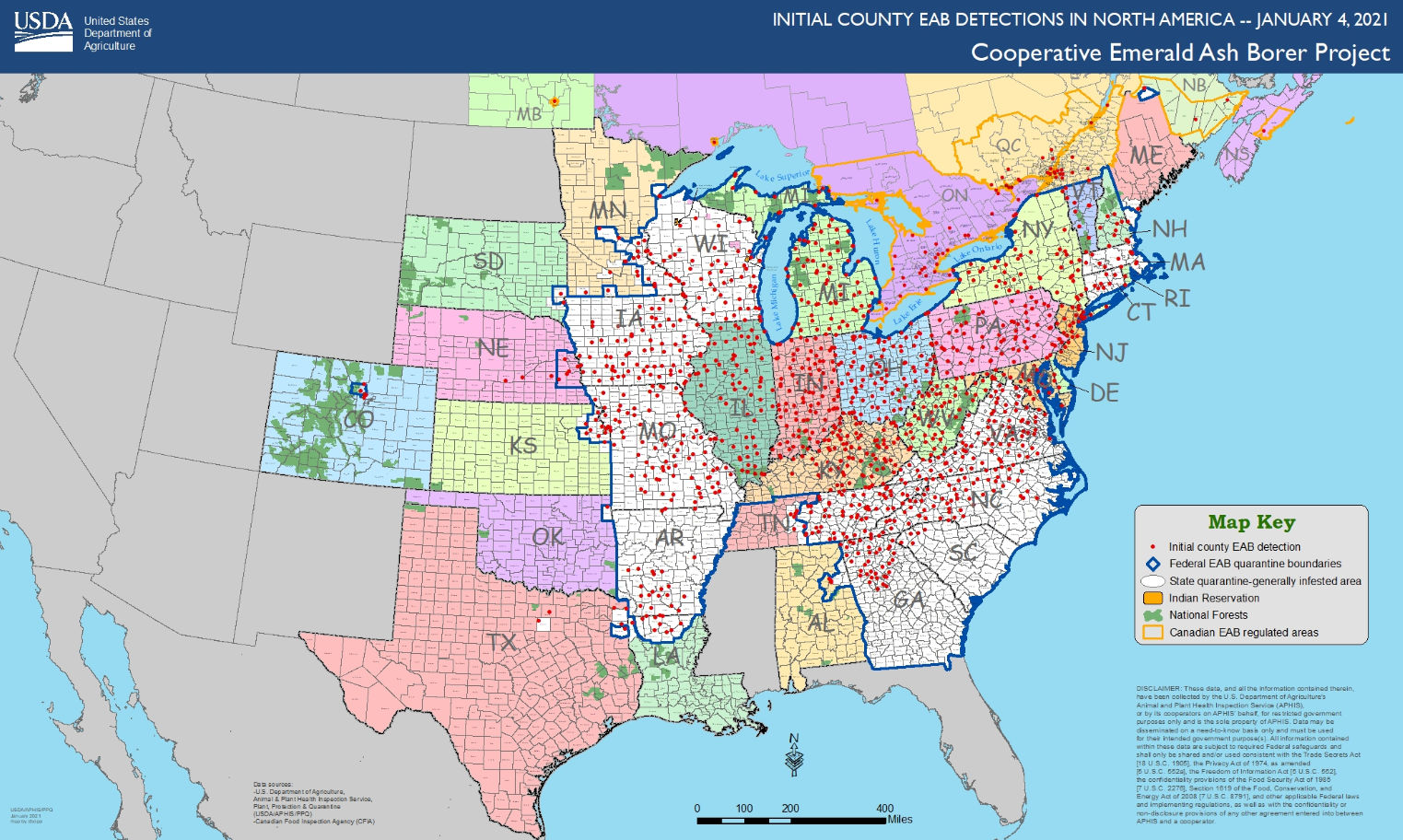
У 2021 році представлено ареал смарагдової златки в Північній Америці

Ареалом смарагдової златки є помірна північно-східна Азія, яка включає Росію, Монголію, північний Китай, Японію та Корею.
Жук інвазивний у Північній Америці, де його основна популяція знаходиться в Мічигані та навколишніх штатах і провінціях. Популяції більш розпорошені за межами основної території, а межі його відомого поширення простягаються на північ до Онтаріо, на південь до північної Луїзіани, на захід до Колорадо та на схід до Нью-Брансвіка і на північному заході Тихого океану в Орегоні. У східній Європі популяція була знайдена в Москві в 2003 році. З 2003 до 2016 року ця популяція поширилася на захід до Європейського Союзу на 40 км за рік і, як очікується, досягне центральної Європи між 2031 і 2036 роками. Хоча станом на 2019 рік не було зареєстровано в Європейському Союзі, він уже поширився на схід України із сусідньої Росії.

## Рослини-господарі
У своєму природному ареалі смарагдова вузькотіла златка є лише неприємним шкідником для місцевих дерев, оскільки щільність популяції зазвичай не досягає рівня, смертельного для здорових дерев. У Китаї він вражає місцеві Fraxinus chinensis, F. mandshurica та F. rhynchophylla; в Японії він також вражає F. japonica і F. lanuginosa. .
Смарагдова вузькотіла златка в основному заражає та може завдати значної шкоди видам ясенів, включаючи ясен зелений (F. pennsylvanica), ясен чорний (F. nigra), ясен білий (F. americana) та ясен блакитний (F. quadrangulata) у Північній Америці. У Європі F. excelsior є основним колонізованим видом ясена, який є помірно стійким до зараження смарагдовою златкою. Сприйнятливість до златки може змінюватись залежно від привабливості хімічних летких речовин для дорослих особин або здатності личинок детоксикувати фенольні сполуки. У Північній Америці також було виявлено, що смарагдова златка заражає сніговець вірґінський, який не є типовим хазяїном для златок, але незрозуміло, чи були дерева здоровими, коли вперше заразилися, чи вже занепали через посуху. Також було виявлено ще одного господаря, який не є ясенем, а саме маслину європейську, хоча й у лабораторних умовах.
Дорослі особини віддають перевагу відкладанню яєць на відкритих або підданих стресу ясенях, але охоче відкладають яйця на здорових деревах в оточенні інших видів дерев. Ясен, який росте в чистих насадженнях, як природних, так і штучних, більш схильний до нападу, ніж ізольовані дерева або дерева, розташовані в змішаних лісових насадженнях. Ясени в декоративних насадженнях також, як правило, піддаються більшому впливу навколишнього середовища, включаючи ущільнений ґрунт, брак вологи, вплив нагрівання від міських теплових островів, дорожну сіль і забруднення, що також може зменшити її стійкість до златок. Крім того, більшість ясенів, використовуваних у ландшафтному дизайні, походять із кількох сортів, що призводить до низького генетичного різноманіття. Молоді дерева з корою між 1.5 мм і  5 мм вражаються частіше. І самці, і самки орієнтуються за леткими речовинами листя та сесквітерпенами в корі, для пошуку дерев-господарів. Уражені дерева пошкоджуються живленням личинок. Змієподібні живильні галереї личинок порушують потік поживних речовин і води, фактично оперізуючи, таким чином вбиваючи дерево, оскільки воно більше не в змозі транспортувати достатню кількість води та поживних речовин до листя, щоб вижити. Оперезаний ходамизлаток ясен часто намагатиметься регенерувати через проростання пнів, і є докази того, що дерева, які перебувають у стресовому стані, також можуть давати більший урожай насіння, ніж нормальні, як надзвичайний захід.

## Інвазивність

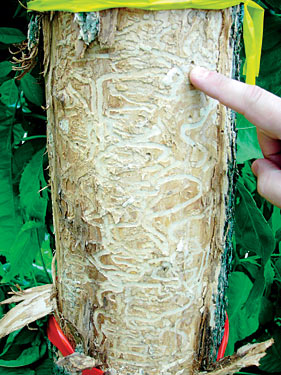
ясен пенсильванський, убитий смарагдовими златками

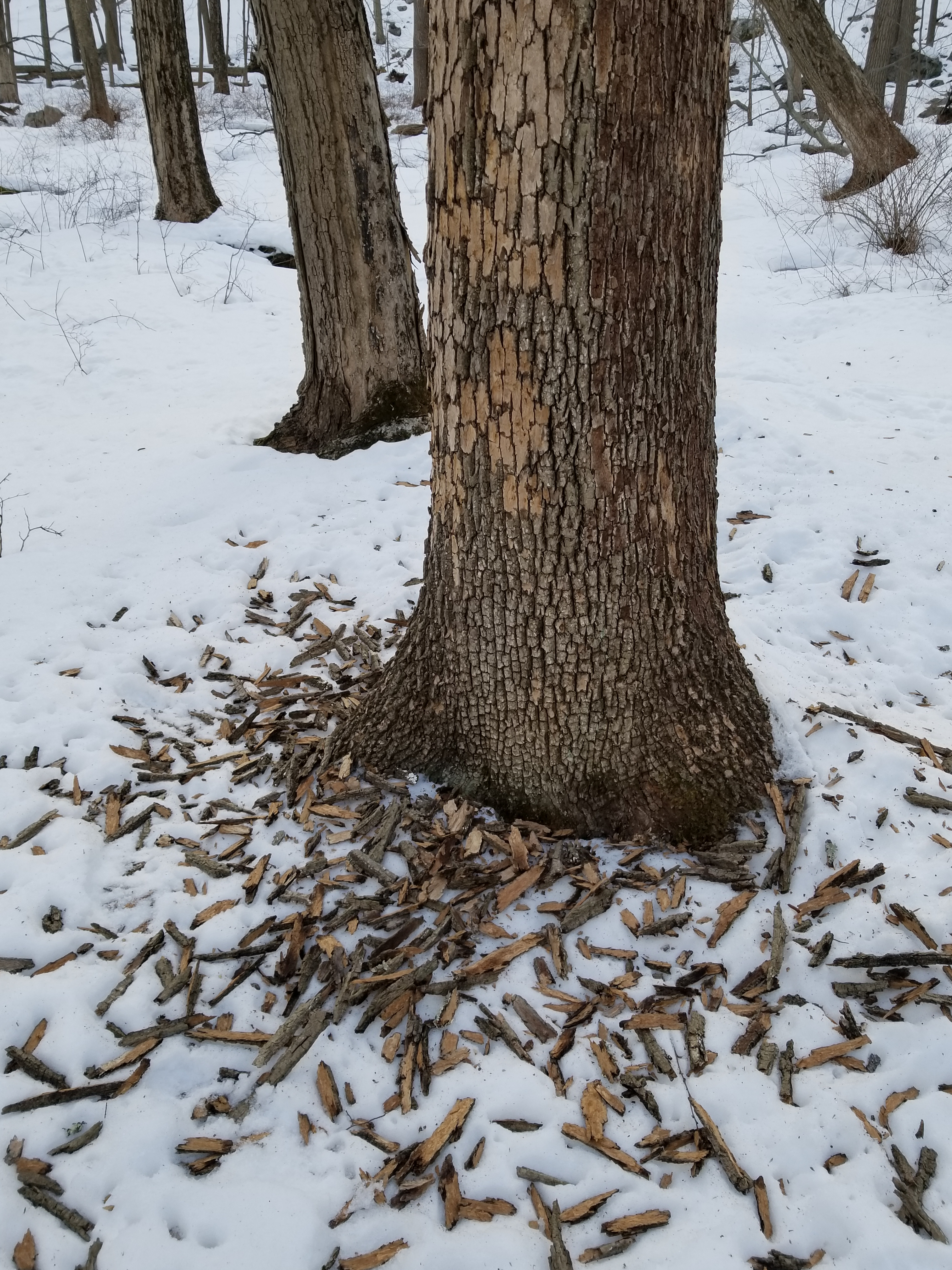
Болотяний ясен із корою, облупленою дятлами, які харчуються смарагдовими златками

За межами свого природного ареалу смарагдова ясенева златка є інвазивним видом, дуже руйнівним для ясенів у своєму інтродукційному ареалі. До того, як смарагдову вузькотілу златку було знайдено в Північній Америці, про цю комаху в її рідному ареалі було відомо дуже мало, окрім короткого опису життєвих особливостей і таксономічних описів, що призвело до цілеспрямованих досліджень її біології в Північній Америці. Комаха була вперше ідентифікована в Кантоні, штат Мічиган (поблизу Детройта), у 2002 році, але вона, можливо, була у США з кінця 1980-х років. Є підозри, що вона була завезена з-за кордону в транспортних матеріалах, таких як пакувальні ящики.
Без факторів, які зазвичай придушували б популяції смарагдової златки в її рідному ареалі (наприклад, стійкі дерева, хижаки та паразитні оси), популяції можуть швидко зрости до шкідливого рівня. Очікується, що після початкового зараження всі ясени загинуть протягом 10 років без заходів боротьби. Кожен північноамериканський вид ясена сприйнятливий до смарагдового ясеня, оскільки північноамериканські види, висаджені в Китаї, також мають високу смертність від зараження, але деякі види азійського ясена є стійкими, зокрема F. baroniana, F. chinensis, F. floribunda, F. mandshurica і F. platypoda.
Ясен зелений і ясен чорний є видами, які воліє смарагдова вузькотіла златка. Білий ясен також швидко гине, але зазвичай лише після зараження і знищення всіх зелених і чорних ясенів. Відомо, що блакитний ясен демонструє вищий ступінь стійкості до смарагдової златки, що, як вважають, спричинено високим вмістом таніну в листі, що робить його неприємним для комах. У той час як більшість азійських ясенів розвинули цей захист, він відсутній у американських видів, крім блакитного ясена. Дослідники досліджували популяції так званого «затяжного ясена», дерев, які пережили напад златок з невеликими пошкодженнями або без них, як засіб для щеплення або розведення нових, стійких дерев. Було виявлено, що багато з цих ясенів, що уникнули пошкодження, мають незвичайні фенотипи, які можуть нести ознаки, корисні для підвищення стійкості. Крім високого вмісту таніну, азійські ясени також використовують природний захист, щоб відлякувати, уловлювати та вбивати личинок смарагдової златки. Хоча дослідження американського ясена свідчать про те, що вони здатні використовувати подібні захисні механізми, дерева, здається, не розпізнають ураження златками. Багатьох спеціалізованих хижаків і паразитоїдів, які пригнічують розвиток смарагдових златок в Азії, не було в Північній Америці. Хижаки та паразитоїди, що мешкають у Північній Америці, недостатньо пригнічують смарагдову златку, тому популяції продовжують зростати. Такі птахи, як дятли, харчуються личинками смарагдової златки, хоча жодна американська фауна не поїдає дорослих жуків. Популяції смарагдової златки можуть поширюватись на віддалі від 2.5 до 20 км на рік. В основному вони поширюється, перелітаючи або шляхом транспортування продуктів, що містять кору ясена, наприклад, дров або саджанців, що дозволяє златкам досягати нових територій і створювати супутні популяції за межами основного зараження.
Інші фактори можуть обмежити поширення. Зимова температура приблизно −38 °C обмежує розширення ареалу, і зимуючі смарагдові златки виживають до середніх температур −30 °C через хімічні речовини-антифризи в тілі та ізоляцію, яку забезпечує кора дерева. Личинки також можуть пережити високу спеку до 53 °C. І навпаки, подібно до ясенів, вирощених у розсадниках, вважається, що популяція смарагдової златки в Північній Америці походить від однієї групи комах із центрального Китаю, а також демонструє низьку генетичну різноманітність.
Північноамериканські хижаки та паразитоїди іноді можуть спричинити високу смертність смарагдової злаки, але загалом забезпечують лише обмежений контроль. Смертність від місцевих дятлів мінлива. Паразитування таких паразитоїдів, як Atanycolus cappaerti, може бути високим, але в цілому такий контроль, як правило, низький.
Служба інспекції тварин і рослин Міністерства сільського господарства Сполучених Штатів опублікувала правило 14 грудня 2020 року, яке набуло чинності 14 січня 2021 року, про припинення всіх карантинних заходів EAB у Сполучених Штатах через їхню неефективність. Замість цього будуть використані інші засоби, особливо біологічний контроль (див. §Біологічний контроль нижче).

### Екологічний та економічний вплив
Смарагдова златка загрожує всьому північноамериканському роду Fraxinus. Наразі вона знищила десятки мільйонів ясенів і загрожує знищенням більшості з 8,7 мільярдів ясенів по всій Північній Америці. . Смарагдова златка вбиває молоді дерева за кілька років до того, як вони досягнуть віку плодоношення у10 років. . Як у Північній Америці, так і в Європі втрата ясена з екосистем може призвести до збільшення кількості інвазивних рослин, зміни поживних речовин у ґрунті та впливу на види, які харчуються ясеном.
Збитки та спроби контролювати розповсюдження смарагдової златки вплинули на підприємства, які продають ясен або вироби з деревини, власників нерухомості та органи місцевого самоврядування чи уряду штату. Карантини можуть обмежити транспортування ясенів і продуктів, але економічні наслідки особливо значні для міських і житлових територій через витрати на обробку або вивезення та зниження вартості землі через відмирання дерев. Витрати на догляд за цими деревами можуть лягти на власників будинків або місцеві муніципалітети. Для муніципалітетів одноразове вирубування великої кількості мертвих або заражених дерев коштує дорого, тому уповільнення темпів загибелі дерев шляхом видалення відомих заражених дерев і обробки дерев інсектицидами може дати місцевим органам влади більше часу для планування, видалення та заміни дерев, які зрештою помруть. Ця стратегія економить гроші, оскільки вона обійдеться в 10,7 мільярдів доларів у міських районах 25 штатів протягом 10 років, тоді як видалення та заміна всіх ясенів у цих самих районах одразу коштуватиме 25 мільярдів доларів   (за іншою оцінкою видалення тільки на 20–60 мільярдів доларів). . Деякі міські райони, такі як Міннеаполіс, мають велику кількість ясена, де трохи більше 20% міських лісів є ясеновими.

### Моніторинг
У районах, де ще не було виявлено смарагдових златок, обстеження використовуються для моніторингу нових інвазій. Візуальне обстеження використовується для виявлення ясенів, які демонструють пошкодження смарагдовою златкою, а пастки з кольорами, привабливими для смарагдової златки, наприклад, фіолетовими або зеленими, розвішуються на деревах у рамках програми моніторингу. Ці пастки також можуть мати летючі феромони, які приваблюють переважно самців.

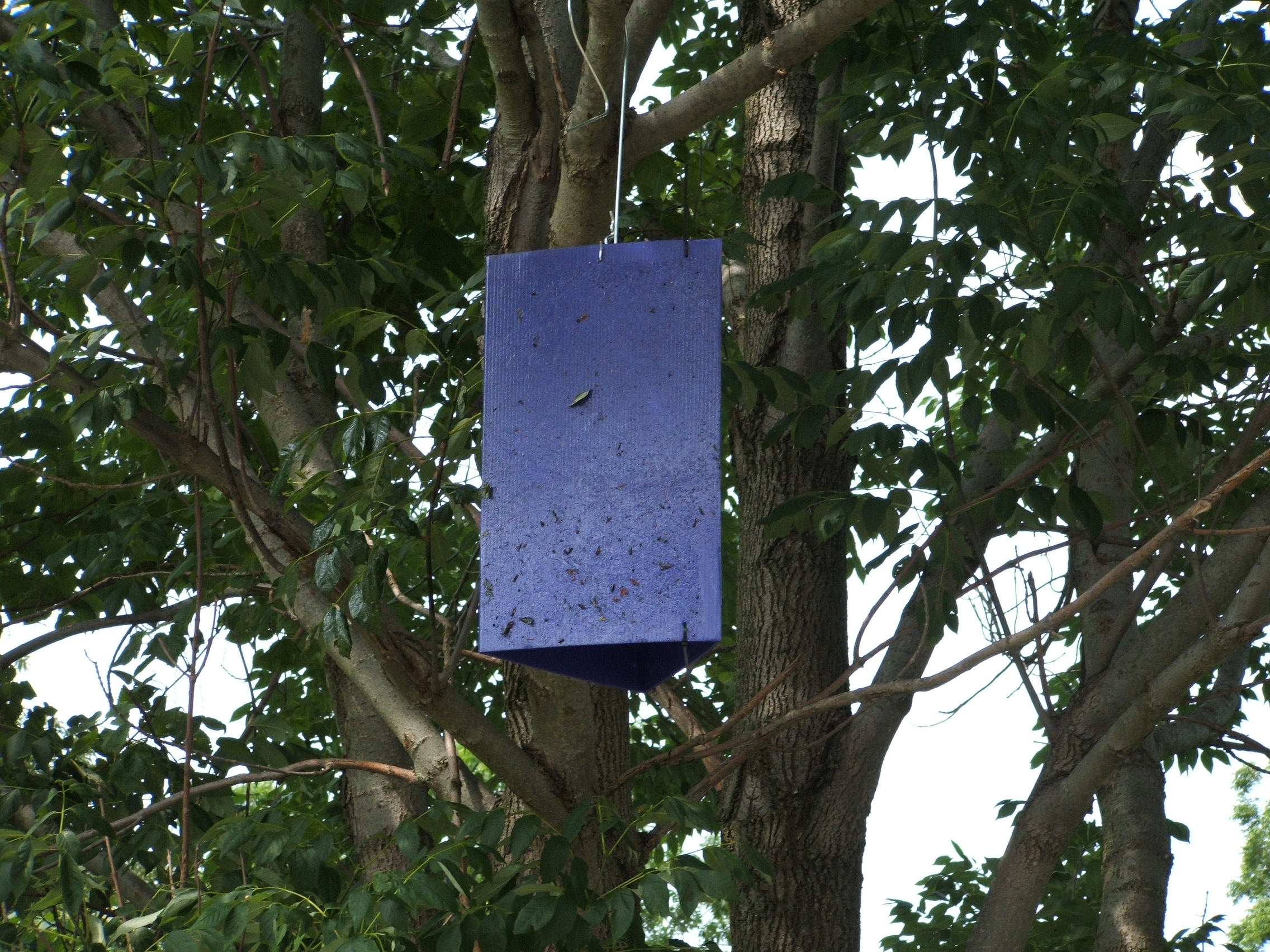
Фіолетова пастка, яка використовується для визначення масштабів вторгнення

Іноді дерева оперізують, щоб служити пастками для спостереження за смарагдовими златками. Дерево, яке переживає стрес, приваблює самок, які відкладають яйця, навесні, а восени дерева можна очистити від кори для пошуку личинок. У разі виявлення територію часто поміщають на карантин, щоб запобігти новому зараженню зараженим деревним матеріалом. Потім у цій зоні вживаються подальші заходи контролю, щоб уповільнити ріст популяції шляхом зменшення чисельності жуків, запобігання досягнення комахами репродуктивної зрілості та розповсюдження, а також зменшення кількості ясенів.
Урядові установи як у США, так і в Канаді використовували місцевий вид паразитної оси, Cerceris fumipennis, як засіб виявлення територій, куди поширилася смарагдова златка. Самки цих ос полюють на інших жуків та смарагдову златку, якщо віни є. Оси приголомшують жуків і повертають їх у свої нори в землі, де вони зберігаються, поки яйця оси не вилупляться, а личинки ос не харчуються жуками. Волонтери ловлять ос, коли вони повертаються до своїх нор із жуками, щоб визначити, чи присутні там смарагдові златки. Ця методологія відома як біологічний нагляд, на відміну від біологічного контролю, оскільки не видається, що оси мають суттєвий негативний вплив на популяції смарагдової златки.

### Менеджмент
У районах, де смарагдова златка є немісцевою та інвазивною, карантин, видалення заражених дерев, інсектициди та біологічний контроль використовуються для зменшення пошкодження ясенів.

#### Карантин та видалення дерев
Після виявлення зараження державними або раніше національними урядовими установами зазвичай вводиться карантин, який забороняє вивезення дров з ясена або живих рослин за межі цих територій без дозволів, які вказують на те, що матеріал пройшов інспекцію або обробку (тобто термічну обробку або подрібнення деревини). щоб переконатися, що в корі та флоемі немає живих смарагдових златок. У міських районах дерева часто видаляють після того, як виявлено зараження, щоб зменшити щільність популяції смарагдової златки та ймовірність її подальшого поширення. Міські ясени зазвичай замінюють на інші, окрім ясена, породи, такі як клен, дуб або липа, щоб обмежити джерела живлення для златок. У сільській місцевості дерева можна вирубувати на пиломатеріали або дрова, щоб зменшити щільність стояння ясенів, але для цього також може застосовуватися карантин, особливо в районах, де матеріали можуть бути зараженими.
Фахівці Kentucky Extension пропонують вибрати незвичайні види для заміни видаленого ясена в ландшафті. Попередні покоління створювали монокультури, висаджуючи надлишок дерев ясена, що вплинуло на масштаби руйнування, спричиненого смарагдовими златками. Натомість сприяння різноманітності видів допомагає підтримувати міські ліси здоровими. Вчені з Університету Кентуккі пропонують вибирати монотипні види, такі як азиміна трилопатева, жовте дерево, франклінія, кавове дерево Кентуккі, маклюра оранжева, кислий і болотяний кипарис.

#### Інсектициди

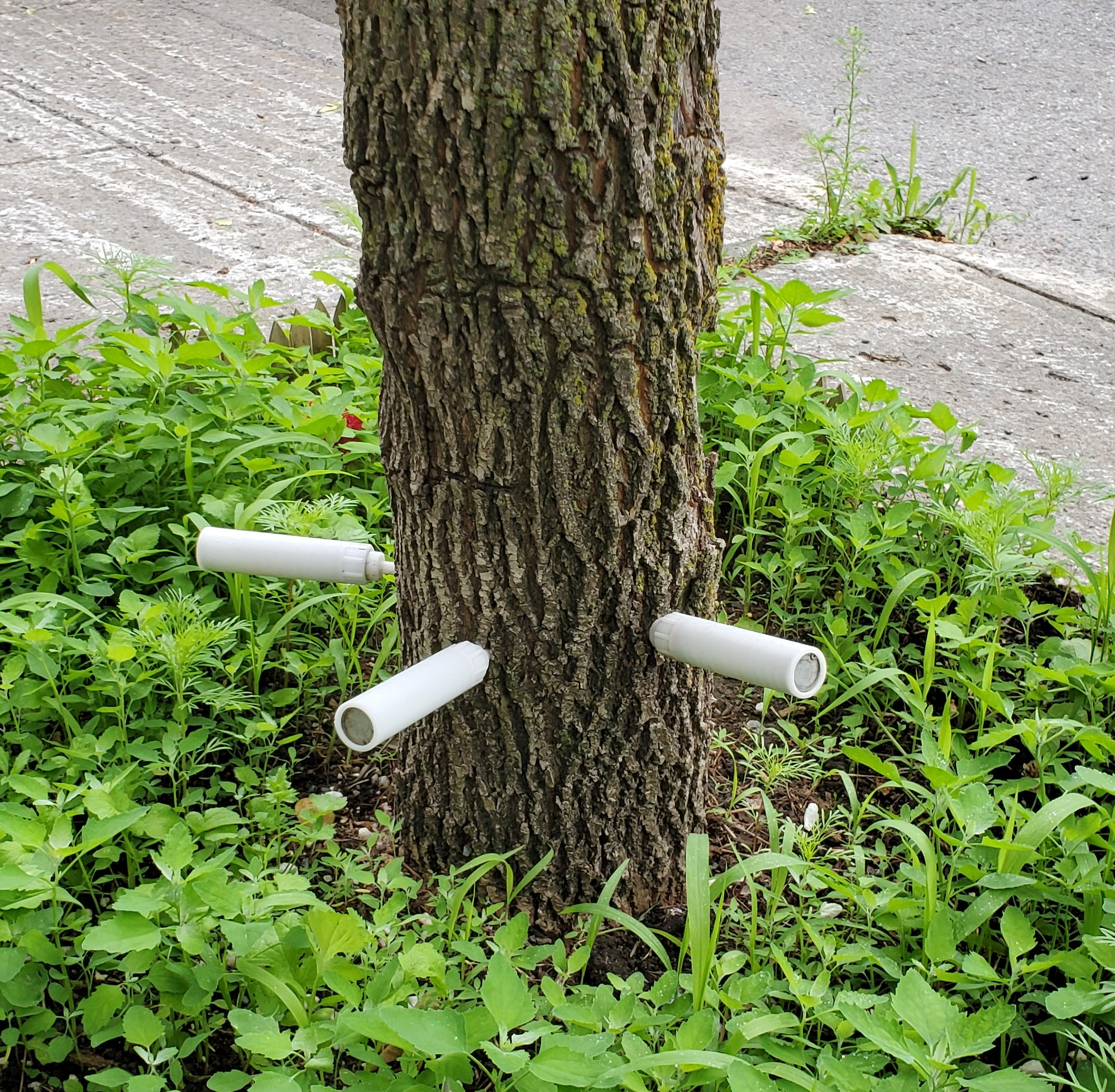
Обробка ясена на вулиці в Монреалі біопестицидом TreeAzin

В даний час використовуються інсектициди з такими діючими речовинами, як азадірахтин, імідаклоприд, емамектину бензоат і динотефуран. Динотефуран та імідаклоприд є системними (тобто включені в дерево) і залишаються ефективними від одного до трьох років залежно від продукту Інсектициди, як правило, вважаються життєздатним варіантом лише в міських районах із високоцінними деревами поблизу зараження. Дерева ясена в першу чергу обробляють шляхом безпосереднього вприскування в дерево або зволоження ґрунту. Деякі інсектициди не можуть бути застосовані власниками будинків і повинні застосовуватися ліцензованими аплікаторами. Шкода від смарагдової златки може продовжувати збільшуватися з часом навіть із застосуванням інсектицидів. Обробка інсектицидами неможлива для великих лісових масивів за межами міст. 

#### Біологічний контроль

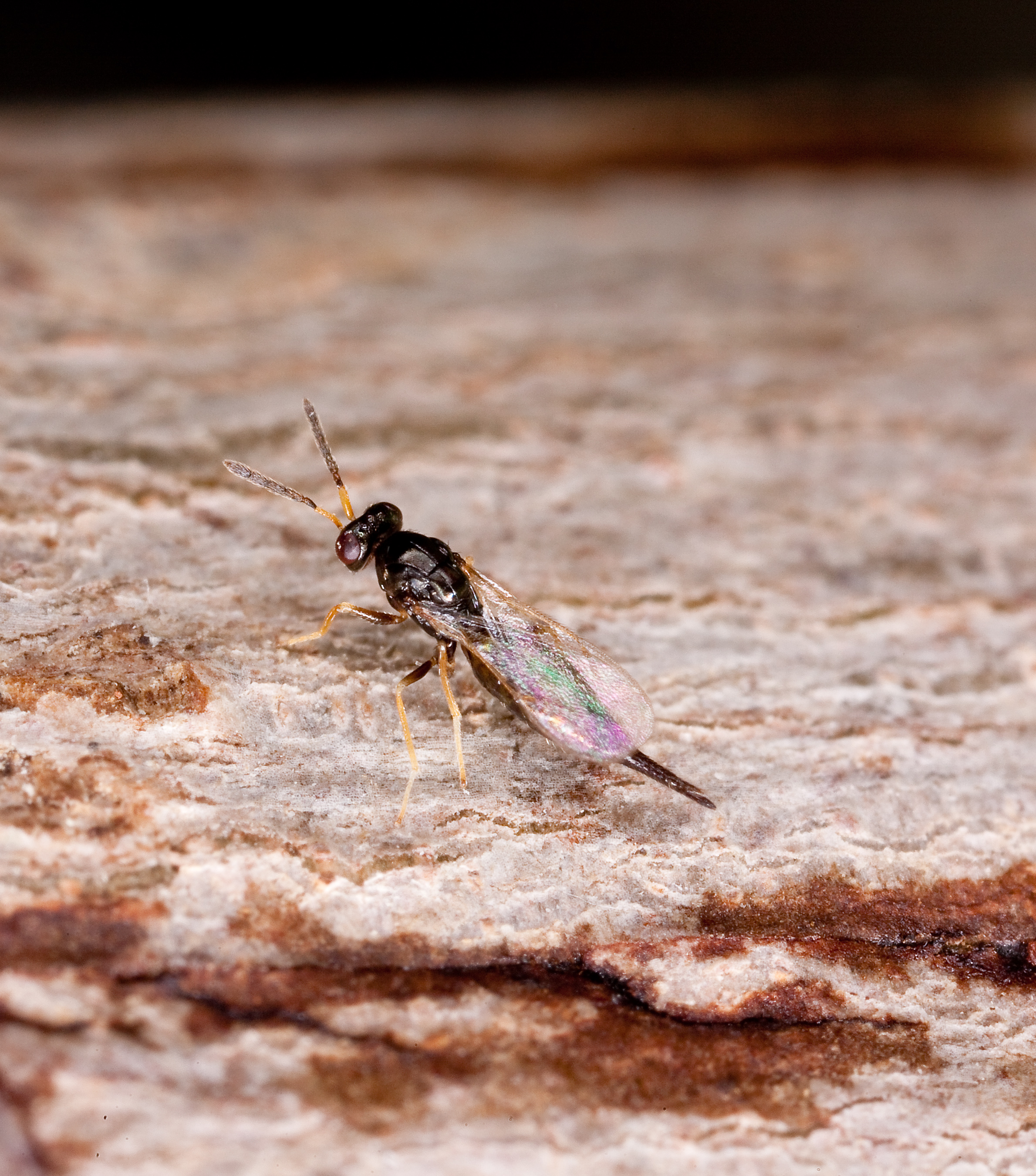
Tetrastichus planipennisi, паразитна оса, яка використовується як засіб біологічного контролю

Рідний ареал смарагдової златки в Азії було досліджено на предмет паразитичних видів, які паразитують на смарагдових златках та не нападають на інші види комах, сподіваючись, що вони придушать популяції, коли їх випустять у Північну Америку. Три види, імпортовані з Китаю, були схвалені для випуску USDA в 2007 році та в Канаді в 2013 році: Spathius agrili, Tetrastichus planipennisi і Oobius agrili, тоді як Spathius galinae був схвалений для випуску в 2015 році   За винятком Spathius galinae, який лише нещодавно був випущений, інші три види були задокументовані паразитуючими на личинках смарагдової златки через рік після випуску, що вказує на те, що вони пережили зиму, але встановлення різнилося залежно від виду та місця.  Tetrastichus planipennisi та Oobius agrili засновані та мають зростаючу популяцію в Мічигані з 2008 року; Spathius agrili мав менший успіх у Північній Америці, що могло бути спричинено відсутністю доступних личинок смарагдової златки під час появи імаго навесні, обмеженою холодостійкістю та кращою придатністю до регіонів Північної Америки нижче 40-ї паралелі. 
Міністерство сільського господарства США також оцінює застосування Beauveria bassiana, грибкового збудника комах, для боротьби зі смарагдовими златками у поєднанні з паразитичними осами.

## В Україні
З повідомлень на сайтах фітосанітарних органів більшості областей України наразі засобом профілактики поширення златки обране поширення інформації про шкідника, а також, з цікавіших — «посилення і гармонізація заходів фітосанітарного контролю», та «об'єднання зусиль спеціалістів управління фітосанітарної безпеки зі спеціалістами лісового господарства у впровадженні профілактичних заходів».
За даними деяких вчених  смарагдову златку було виявлено на півночі Харківської та Луганської областей і з 2019 року її ареал розширювався, але через військові дії в цій частині регіону, обліковувати кількість фітофага важко. 
Також, згідно спостережень на сервісі INaturalist, комаху було знайдено в м. Київ.

## Зовнішні посилання
- Інтерв'ю з дослідником
- Канадське агентство інспекції харчових продуктів
- Посилання на Північну дослідницьку станцію лісової служби Міністерства сільського господарства США для дослідження EAB
- Профіль видів – вузькотіла златка смарагдова ( Agrilus planipennis ), Національний інформаційний центр інвазивних видів, Національна сільськогосподарська бібліотека США . Перелічує загальну інформацію та ресурси про вузькотілу златку смарагдову.